# Jeepers Creepers 3
Jeepers Creepers 3: Cathedral (Tenebre 3: Catedrala) este un film de groază american din 2017 , continuarea filmului Jeepers Creepers 2. Este scris și regizat de Victor Salva. Apariția celui de-al treilea film a fost anunțată de MGM în martie 2006, sub numele de Jeepers Creepers 3: Cathedral. Scenariul a fost finalizat la 12 mai 2009, iar producția filmului a început. Premiera filmului a avut loc la 26 septembrie 2017.

## Prezentare
În Jeepers Creepers 3, evenimentele sunt situate la 23 de ani după cele din cel de-al doilea film. Trish Jenner este mama unui adolescent pe nume Darry, numit astfel după fratele ei, Darry Jenner, pe care l-a pierdut acum 23 de ani. Trish are coșmaruri curente, în care fiul ei suferă aceeași soartă ca fratele ei, ucis de Creeper. Determinată să prevină aceste fapte, Trish care acum este o femeie puternică și bogată, stabilește să-i încheie stăpânirea Creeper-ului.

## Distribuție
Victor Salva a anunțat că acest film va aduce personaje din cele două filme precedente. Conform site-ului Rotten Tomatoes, Ray Wise se va întoarce ca fermierul vânător, iar Creeper-ul va fi interpretat din nou de Jonathan Breck. Gina Philips, care o interpreta pe Trish Jenner, de asemenea, se va întoarce. Despre Brandon Smith, cel care îl interpreta pe sergentul David Tubbs în primul film, se spune că se va întoarce.
- Gina Philips ca Trish Jenner[8]
- Jonathan Breck ca Creeper
- Ray Wise ca Jack Taggart Sr.
- Luke Edwards ca Jack Taggart Jr.
- Tyler Steelman ca Darry
- Marieh Delfino ca Rhonda Truitt
- Lo Bosworth ca Mindy Handle

## Producție
În 2011, studioul angajat de MGM pentru a produce filmul a dat faliment. Apoi MGM a anunțat că vor fi produse două filme noi, Jeepers Creepers 3 și Jeepers Creepers 4 cu premiera probabil în 2017, respectiv 2022